# Maurice Le Boucher
Pour les articles homonymes, voir Le Boucher (homonymie).
Maurice Georges Eugène Le Boucher est un organiste français, compositeur, et pédagogue né le 25 mai 1882 à Isigny-sur-Mer et décédé le 9 septembre 1964 à Paris.

## Biographie
Elève d'Henri Büsser, il étudia à l'Ecole Niedermeyer, avec Roger Pénau, Henry Defosse, Henri Nibelle.
En 1904, il entra au conservatoire de Paris, où il fut l'élève de Gabriel Fauré.
En 1907, Le Boucher gagna le prestigieux Grand Prix de Rome. Il écrivit une symphonie pour orgue en mi-majeur, qui fut publiée en 1917 par Leduc, à Paris. 
Il écrivit une tragédie lyrique d'après La Duchesse de Padoue d'Oscar Wilde sur un livret de Paul Grosfils, avec trois représentations en octobre et novembre 1931, et publiée par les éditions Salabert la même année. 
En 1920, il fut nommé directeur du conservatoire de Montpellier, poste qu'il garda pendant 22 ans. Parmi ses élèves, on trouve André David.